# ソフエル
株式会社ソフエル（英: SOFEL Co., Ltd.）は、東京都新宿区に本社を置く非接触ICタグ（RFID）やICリーダー・ライターの製造・およびそれを利用したシステムの開発会社である。かつては、アメリカロスアンジェルスに現地法人を設立し、任天堂ゲームソフトを中心に Macintosh用のSuperPaint、PC-UNIX用OS「COHERENT」等、日米両国にてコンシューマーソフトの開発・販売を手掛けていた。

## 主な製品
- RFID関連
  - IDIT図書館システム
    - インテリジェントブックシェルフ
    - 自動貸出機
    - セキュリティーゲート
    - カウンター用リーダーライター

  - ハンディリーダー
  - データキャリア
  - ビオゲートシステム
- その他
  - DA-COBOL
- コンシューマーゲーム
  - ココナワールド（FCDS）
  - 極楽遊戯ゲーム天国（FC）
  - ザ・マネーゲーム（FC）
  - 100万$キッド 幻の帝王編（FC）
  - 帰って来た!軍人将棋 なんやそれ?（FC）
  - ザ・マネーゲームII 兜町の奇跡（FC）
  - TITAN（FC）
  - モンスターメーカー（GB）
  - モンスターメーカー 7つの秘宝（FC）
  - モンスターメーカー2 ウルの秘剣（GB）
  - 地底戦空バゾルダー（FC）
  - フライングヒーロー ぶぎゅる〜の大冒険（SFC）
  - 拳闘王ワールドチャンピオン（SFC）
  - 鬼塚勝也スーパーヴァーチャルボクシング 〜真拳闘王伝説〜（SFC）
  - モンスターメーカー3 光の魔術士（SFC）
  - Mr.NUTZ（SFC）
  - モンスターメーカーキッズ 王様になりたい（SFC）
- コンシューマーゲーム（米国向け）
  - CASINO KID Series（NES・SNES）
  - WALL STREETKID（NES）
  - Klash Ball（NES）
  - TKO BOXING（SNES）
- 出版物
  - RFIDハンドブック 非接触ICカードの原理と応用（Klaus Finkenzeller（著） ソフト工学研究所<ソフエルRFラボ>（訳））